# ハリウッド・ウォーク・オブ・フェーム

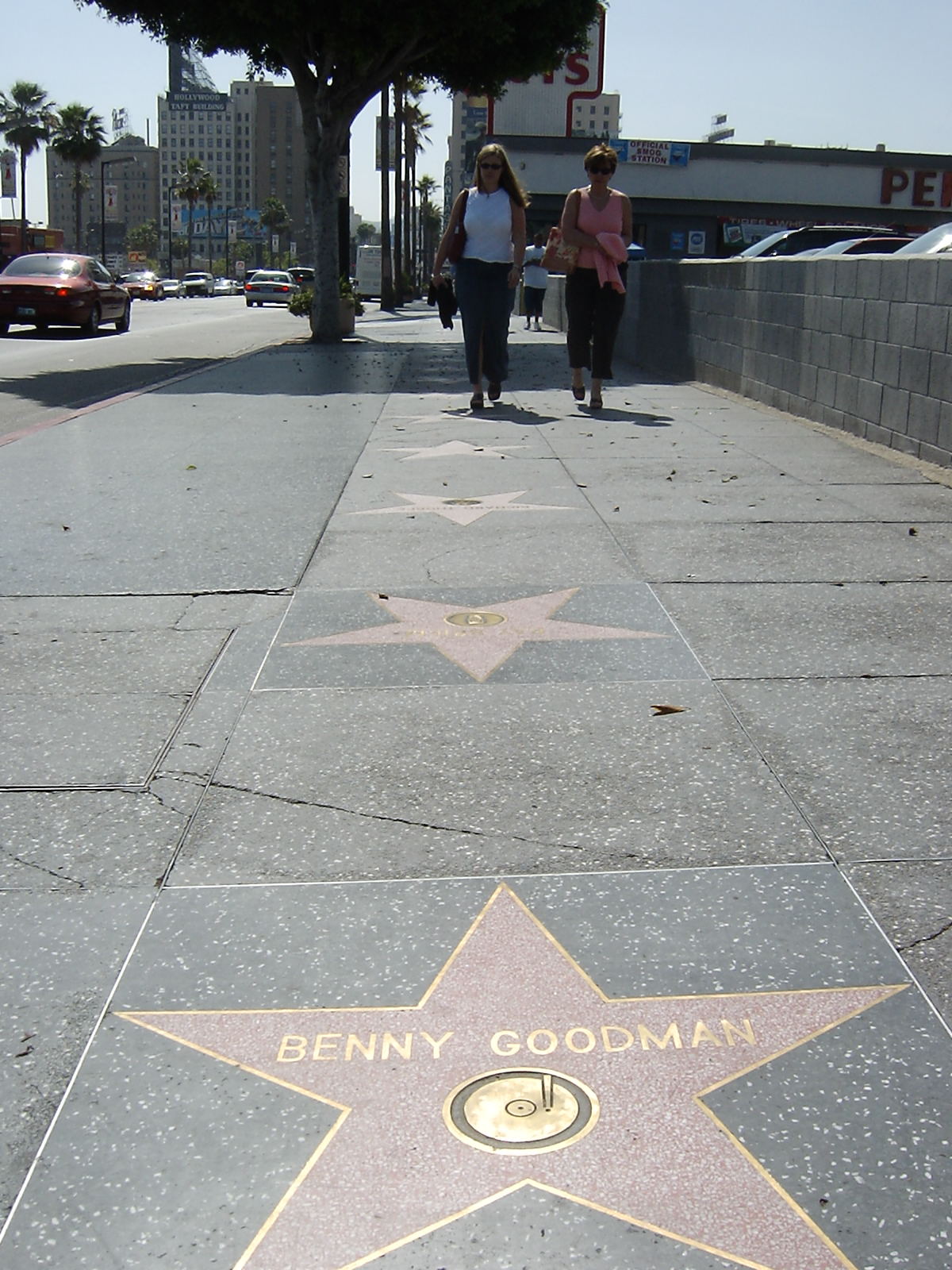
ハリウッド・ウォーク・オブ・フェーム

ハリウッド・ウォーク・オブ・フェーム（英: Hollywood Walk of Fame、直訳からハリウッド名声の歩道とも）は、アメリカ合衆国カリフォルニア州ハリウッドにある、ハリウッド大通りとヴァイン通り沿いの歩道である。
約5kmほどの間に、エンターテイメント界で活躍した人物の名前が彫られた2,000以上の星型のプレートが埋め込んであり、観光名所になっている。毎年星の数は増えており、追加する際のセレモニーには本人も参加する。
1960年より、ハリウッドの商工会議所により設立された。最初の半年で1,500以上の星が埋め込まれ、1994年にその数は2,000を超えた。現在では毎年6月に、映画、テレビ、音楽、ラジオ、舞台の5つの分野で活躍した人物を対象に、20名ほどの候補者から一般の投票によって選ばれる。

## 概要

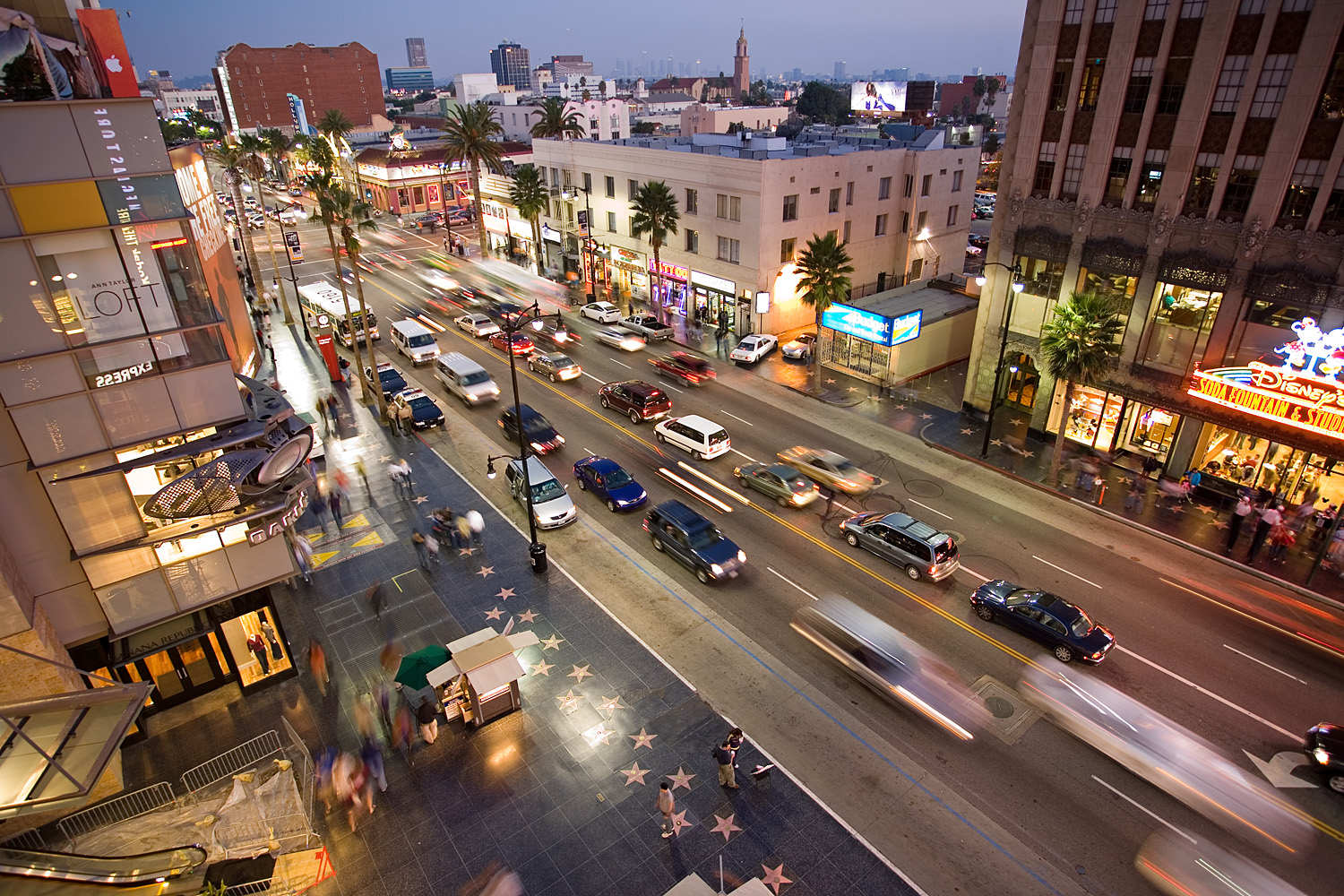
ドルビー・シアターからの風景

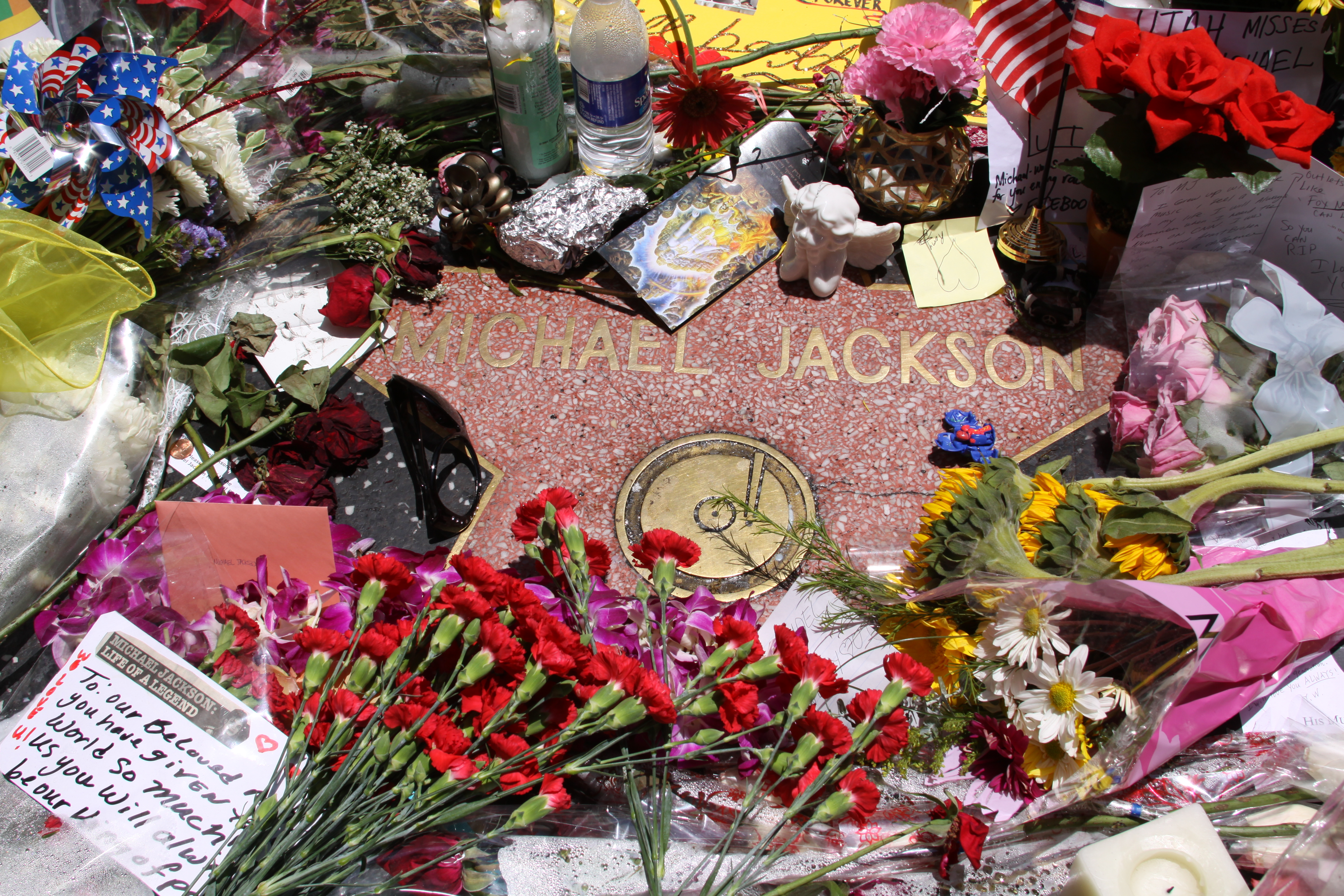
マイケル・ジャクソンの星（死去から2週間後）

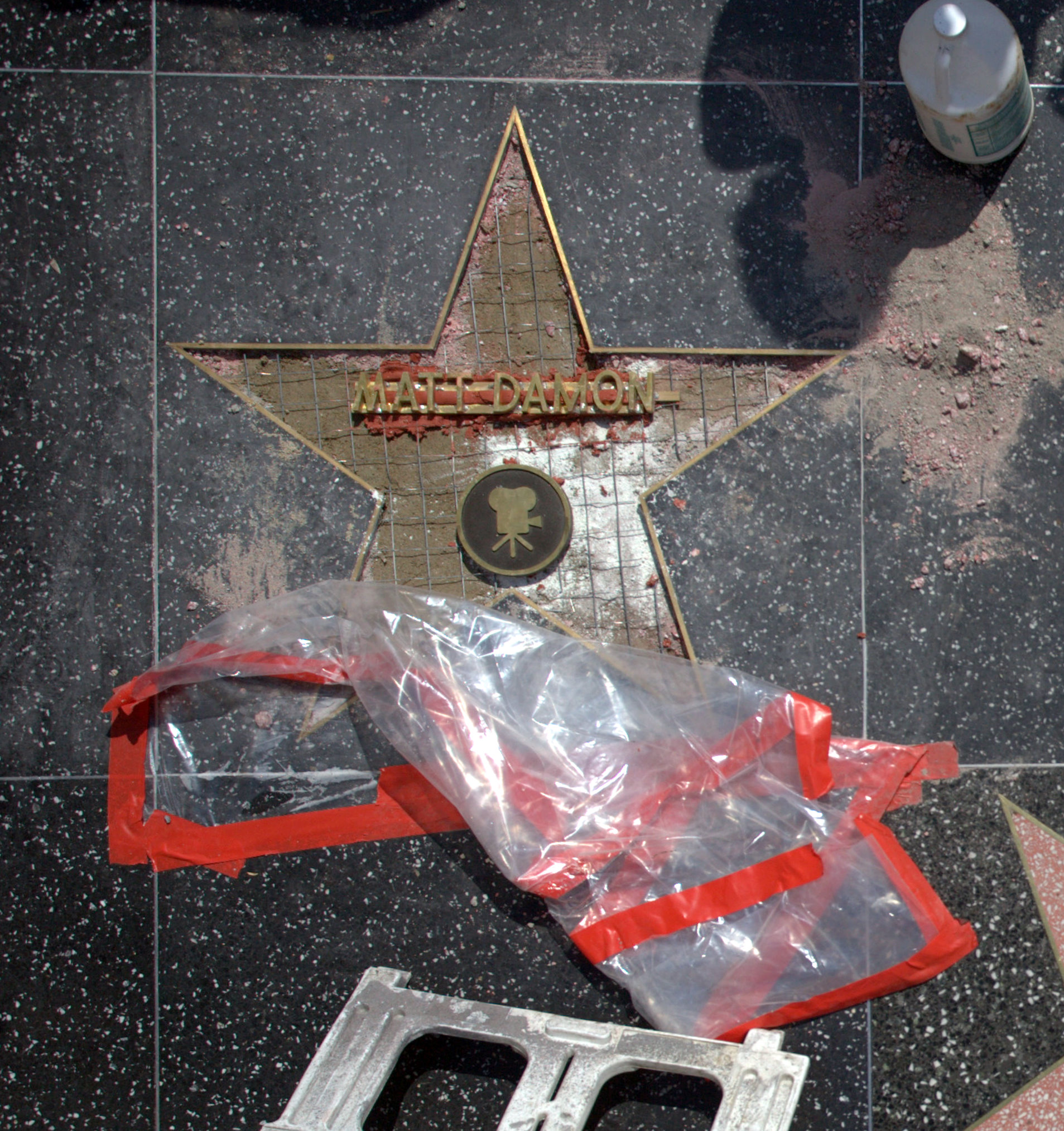
作成途中の星（マット・デイモンのもの）

ハリウッド・ウォーク・オブ・フェームは、ハリウッド大通り沿い東西に、ガワー通りからラ・ブレア通りまで、ヴァイン通り沿い南北に、サンセット大通りからユッカ通りまで伸びている。
茶色の正方形の中央に、真鍮で縁どりされたテラゾ（大理石を砕いたものとセメント）製のピンクの星型プレートが配置されている。ピンクの星の中には、顕彰される人物の名前と、その人物が貢献した分野を表したシンボルが付されている。シンボルには以下の種類がある。
- 「映画カメラ」は、映画産業への貢献。
- 「テレビ」は、テレビ放送業界への貢献。
- 「レコード」は、音楽業界への貢献。
- 「マイク」は、ラジオ業界への貢献。
- 「仮面」は、舞台・演劇への貢献。
- 「アスレチックトロフィ」は、 スポーツエンターテイメントへの貢献。 （2023追加）

## 歴史
1953年、ハリウッド商工会議所の会長だったE・M・スチュアートが歩道に有名人の名を冠した星を置くことを着想している。1956年にロサンゼルス市議会がこれを承認したが、チャールズ・チャップリン・ジュニアが、父親チャールズ・チャップリンの名が含まれていないとし、訴訟を起こして問題となった。1960年、最初の星に映画監督スタンリー・クレイマーの名が刻まれた。
当初は2,500の星が用意されており、最初の16か月で1558個に名前が刻まれた。それからは、毎月2つのペースで名前が埋まった。1978年には、ロサンゼルス市の文化と歴史のランドマークに指定された。1994年までに元の2,500の星は埋まり、西側に、シカモールを超えてラ・ブレア・アベニューへと延長された。現在、この方向へは、シルバー・フォー・レディース・オブ・ガゼボーで止まっている。工事などの理由で、星は設置された場所から移動されることもある。
「星」に名が掲示されるためには、映画・演劇・ラジオ・テレビ・音楽業界のいずれかで顕著な功績を上げているという申請が必要である。申請は誰でも行うことができるが、適性や受賞歴のリスト、コミュニティーへの貢献度などを5ページ以内のプロフィールにまとめた上で、申請費4万ドルを払って申請が行われる必要がある。その後ハリウッド商工会議所で本人の業界貢献度などを検討し、「星」としてふさわしい人物であるかどうかが認められる。ただし商工会議所に認められても、本人が生存中であれば、その承認がなければ星は掲示されない。ジュリア・ロバーツ、ロバート・レッドフォード、ダスティン・ホフマンは本人が断ったため星が作成されていない。当初は、分野ごとに複数の星を受けることが多かったが、近年ではそのようなケースは稀である。
近年では、ハリウッド・ウォーク・オブ・フェームを模して、セントルイスやトロント、香港など、他の都市でも類似したウォーク・オブ・フェームが作られている。
日本人俳優では早川雪洲、マコ岩松、三船敏郎の星がある。2004年には、生誕50周年を記念して日本のキャラクターとしては初めて怪獣ゴジラが加わった。

## 管理
ハリウッド・ウォーク・オブ・フェームはハリウッド・ヒストリック・トラストの自己資金で管理や保守がなされている。最近5年は、ウォーク・オブ・フェームの星を獲得した有名人はオープニング・セレモニーに出席し、2002年からは15,000ドルを、2013年からは2倍の30,000ドルをハリウッド・ヒストリック・トラストに払うことになっている。フォックス・ニュースによると、これらのお金は有名人の関係のある映画スタジオやレコード会社などのスポンサーが払っているという。
2025年5月末時点で、ハリウッド・ウォーク・オブ・フェームには2816の星がある。

## 星の撤去問題

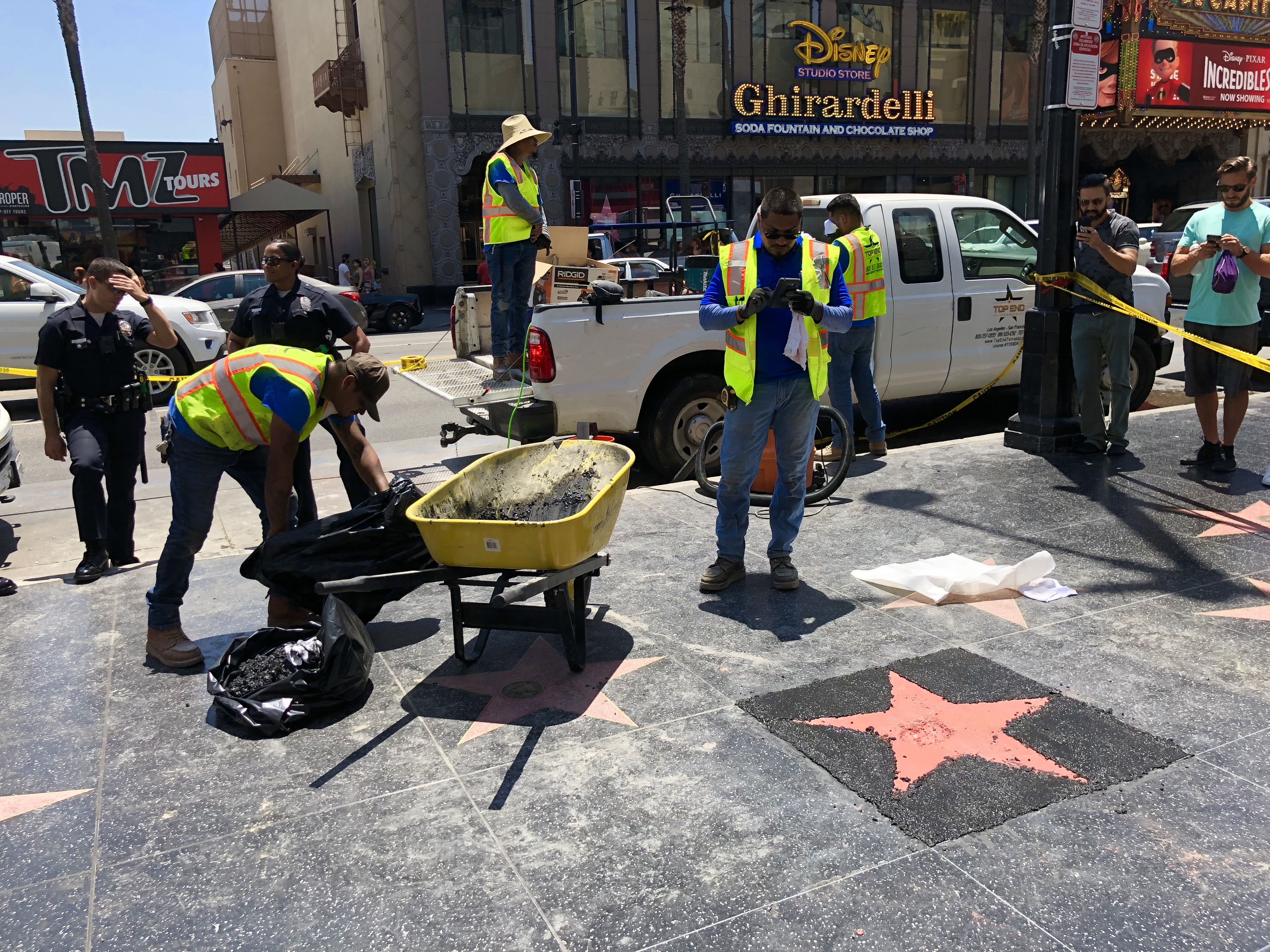
補修されるドナルド・トランプの星（2018年7月25日）

現在まで設置された星が撤去された事例はない。2017年のMeToo運動が問題となった際には、セクシャルハラスメントの加害者であったビル・コスビーやケヴィン・スペイシーの星を撤去するべきか議論が持ち上がったが、ハリウッド商工会議所はこれを認めていない。コスビーの星は、たびたび破壊される被害が出ている。
2016年アメリカ合衆国大統領選挙の期間中からは、ドナルド・トランプの星が損壊される事件がたびたび発生している。2018年8月には、ウエスト・ハリウッド市議会がトランプの星を撤去するよう要請する決議を行っている。

## 豆知識

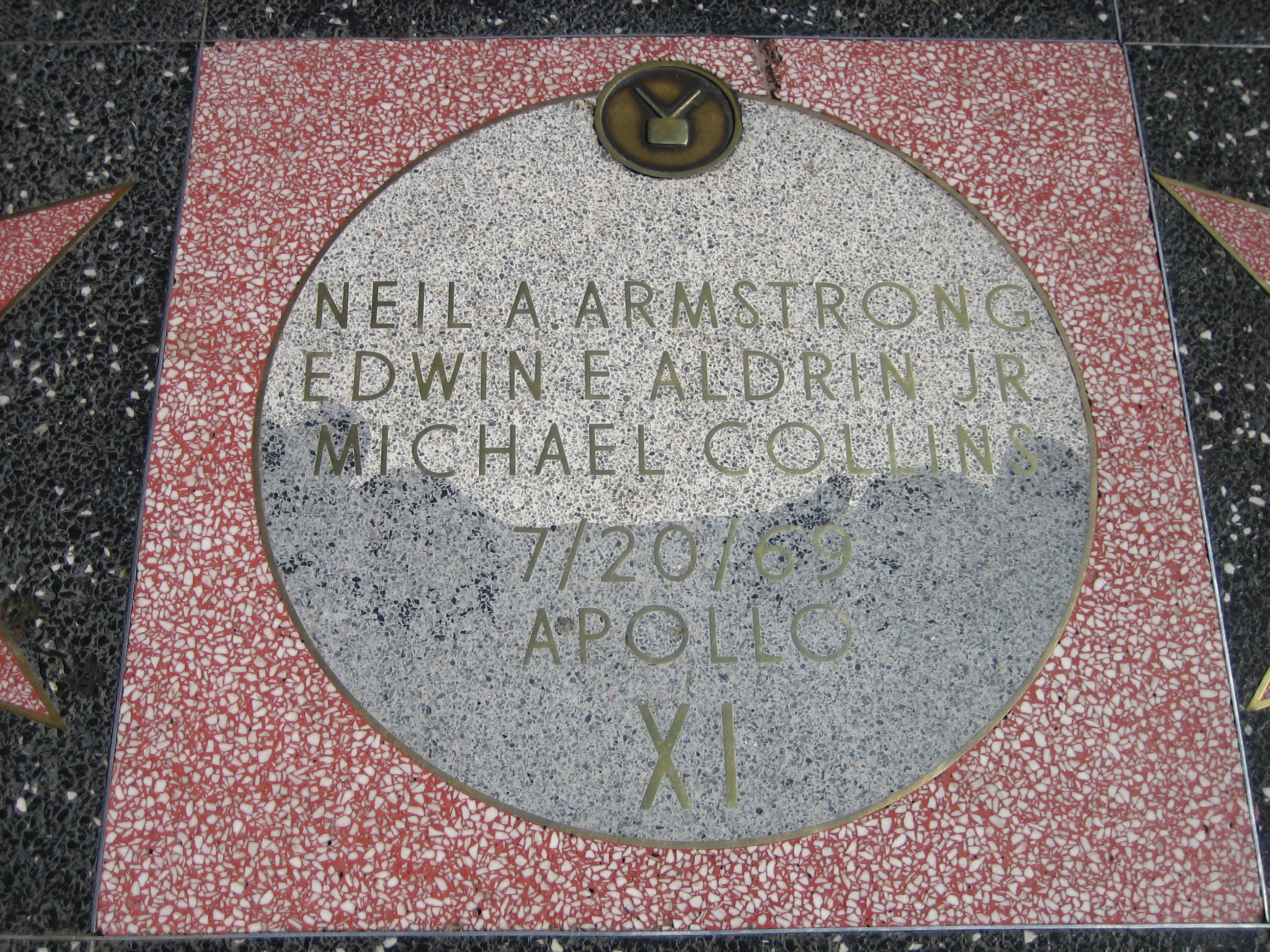
アポロ11号の宇宙飛行士のための星。「テレビ放送業界」を表すエンブレムが埋め込まれている

- 1960年2月9日、女優ジョアン・ウッドワードが最初の星を獲得した。
- 文芸分野で初めて星を獲得したのは、テレビドラマ『スタートレック』の原作者、ジーン・ロッデンベリーである。
- アポロ11号の宇宙飛行士のための丸い星が、ハリウッド・バイン（交差点）の四方にある。これはアポロ宇宙船の月面着陸が「テレビ放送業界に貢献」したという意味からである。
- 最も多くの星を獲得したものは、カントリー・アンド・ウェスタンの歌手、ジーン・オートリーである。オートリーは5部門すべての星を持つ。
- 元首級の政治家としてはアメリカ大統領となった俳優ロナルド・レーガン（テレビ放送業界への貢献）、同じくアメリカ大統領のドナルド・トランプ（2007年/テレビ放送業界への貢献）、首相級ではポーランドの首相・外相を務めた音楽家イグナツィ・パデレフスキ（音楽部門への貢献）がいる。
- 動物のスターで星を掲示されたものもいる。ワーナー・ブラザースの映画で著名なリンチンチンと、戦前の映画で活躍したストロングハートである。
- 架空のキャラクターでも星が掲示されたものがいる。最初に星が掲示されたのはディズニーのミッキーマウス[7]。その後ワーナー・ブラザースのバッグス・バニー、ディズニーのドナルドダック、ユニバーサルスタジオのウッディー・ウッドペッカーといったアメリカンアニメーションの黄金時代に活躍した各会社のビッグスターや、くまのプーさん、ビッグバード、名犬ラッシー、シュレック、スヌーピー、および先述のゴジラなどが加えられている。
- モハメド・アリの星は、本人の「預言者ムハンマド（モハメド）の名を踏んではならない」という希望で、アリのプレートは唯一壁に埋め込まれている[7]。